# 오사토촌 (이바라키현)
오사토촌(小里村)은 이바라키현 구지군에 일찍이 존재했던 촌이다. 

## 지리
- 현재의 히타치오타시 북부에 해당한다.

## 역사
- 1889년 4월 1일 - 정촌제 시행에 의해 구지군 오사토촌이 성립하였다.
- 1956년 9월 1일 - 가미촌과 합병해 사토미촌이 성립하여, 오사토촌은 소멸하였다.

## 인구
| 1891년 | 2,852 |
| 1920년 | 3,838 |
| 1935년 | 4,042 |
| 1950년 | 4,955 |

## 참고문헌
- 角川日本地名大辞典編纂委員会『角川日本地名大辞典 8 茨城県』、角川書店、1983年 ISBN 4040010809